# Georg Milzner
Georg Milzner (* 1. April 1962 in Münster) ist ein deutscher Psychologe, Hypnotherapeut und Schriftsteller.

## Leben
Milzner wuchs in Bad Oeynhausen auf, zog nach dem Abitur aber zurück in seine Geburtsstadt Münster, wo er an der dortigen Universität Biologie, Psychologie und Kunstpädagogik studierte. Georg Milzner ist Diplom-Psychologe und Psychologischer Psychotherapeut. Er arbeitet als Psychotherapeut, Dozent und Supervisor in verschiedenen Städten in Deutschland und der Schweiz, wo er im Zusammenhang mit seinen neuesten Werken auch mit Schulen zusammenarbeitet.

### Laufbahn als Autor
Georg Milzner begann als Lyriker und wurde für seine Arbeiten mehrfach für Preise nominiert. Er hat sich mit moderner Dichtung auch tiefenpsychologisch beschäftigt. Heute ist er Autor von Sachbüchern zu psychologischen und psychotherapeutischen Fragestellungen. Er hält regelmäßig Vorträge zu seinen Büchern und wurde von verschiedenen Universitäten als Gastdozent eingeladen.
Ein wesentlicher Teil seiner Position in der Öffentlichkeit geht auf Milzners Buch „Digitale Hysterie – Warum Computer unsere Kinder weder dumm noch krank machen“ zurück. Das Buch wurde in den Medien als Antwort auf das Buch „Digitale Demenz – Wie wir uns und unsere Kinder um den Verstand bringen“ von Manfred Spitzer verstanden.

### Wirken als Therapeut und Bewusstseinsforscher
Georg Milzner unterhält eine Praxis für Hypnotherapie und Hypnoanalyse in Oldenburg und arbeitet als Therapeut am Institut für Hypnotherapie in Düsseldorf. Mehrere Jahre gehörte er dem Vorstand der Deutschen Gesellschaft für Hypnose und Hypnotherapie e. V. (DGH) an. Außerdem betreibt er das „Neuro-Atelier“, eine Forschungseinrichtung, in der Untersuchungen insbesondere psychischer Ausnahmezustände und der Zusammenhänge zwischen Psyche und Kultur durchgeführt werden. Außerdem entwickelte er als Hypnotherapeut neuartige Sichtweisen u. a. der Psychosen und der Schmerzerkrankungen.
Von besonderer Bedeutung sind seine Studien zu spirituellen Ausnahmezuständen.

## Publikationen
- Klassizismus und der Abschied davon: Gedichte – Bielefeld und Münster, Neues Literaturkontor, 1992
- Schmerz und Trance 1: Theorie und Transfer – Heidelberg, Carl Auer-Verlag, 1999
- Schmerz und Trance 2: Fallgeschichten und Interventionen – Heidelberg, Carl Auer-Verlag, 1999
- Die Poesie der Psychosen: Hypnotherapie des Verrücktseins – Bonn, Psychiatrie-Verlag, 2001
- Liebeshändel: Gedichte – Bielefeld und Münster, Neues Literaturkontor, 2002
- Ericksons Söhne: Hypnotherapeutische Konzepte von Rossi, Gilligan und Yapko – Heidelberg, Carl Auer-Verlag, 2005
- tango mit mir: Gedichte – Bielefeld und Münster, Neues Literaturkontor, 2005
- Ophelias: Von Wahn und Verwandlung – Berlin, Periplanets, 2009
- Jenseits des Wahnsinns: Psychose als Ausnahmezustand: Perspektiven für eine andere Psychiatrie Taschenbuch – Würzburg, Königshausen & Neumann, 2010
- Die amerikanische Krankheit: Amoklauf als Symptom einer zerbrechenden Gesellschaft – Gütersloh, Gütersloher Verlagshaus, 2010
- Zwischen Wartburg und Wewelsburg: Deutscher Geist und Nationalsozialismus – Neustadt an der Orla, Arnshaugk, 2011
- Religion und Gehirn: Die Integration von Hirnforschung und religiöser Erfahrung – Petersberg, Via Nova, 2013
- Digitale Hysterie: Warum Computer unsere Kinder weder dumm noch krank machen – Weinheim, Beltz, 2016
- Wir sind überall, nur nicht bei uns: Leben im Zeitalter des Selbstverlusts – Weinheim, Beltz, 2017
- Religiöse und spirituelle Sinnsuche in der Psychotherapie: Georg Milzner und Michael Utsch im Gespräch mit Uwe Britten - Göttingen, Vandenhoeck & Ruprecht, 2019
- Von fliegenden Kindern und grässlichen Monstern: Was Träume über unsere Kinder verraten – Weinheim, Beltz, 2019